# Skały Koronne
Skały Koronne – grupa skał na lewym zboczu Doliny Prądnika w Ojcowskim Parku Narodowym. Tworzą dolną część stoków wzniesienia Koronna, naprzeciwko Bramy Krakowskiej. Zbudowane są z twardych wapieni i tworzą szereg odosobnionych baszt i iglic. Najbardziej wybitna z nich to Rękawica, za którą znajduje się udostępniona do turystycznego zwiedzania Jaskinia Ciemna. Nadano również nazwę niektórym innym skałom: Czaszka z otworem na wylot, Skała Krukowskiego i Słupek. 
Przez Skały Koronne prowadzi szlak turystyczny. Wejście na niego znajduje się na dnie Doliny Prądnika przy skale Słupek. Z niewielkich spłaszczeń na szczytach skał rozciąga się panorama widokowa na Dolinę Prądnika, Panieńskie Skały i Złotą Górę. W murawach kserotermicznych rośnie w niektórych miejscach rzadka, ciepłolubna ostnica Jana.

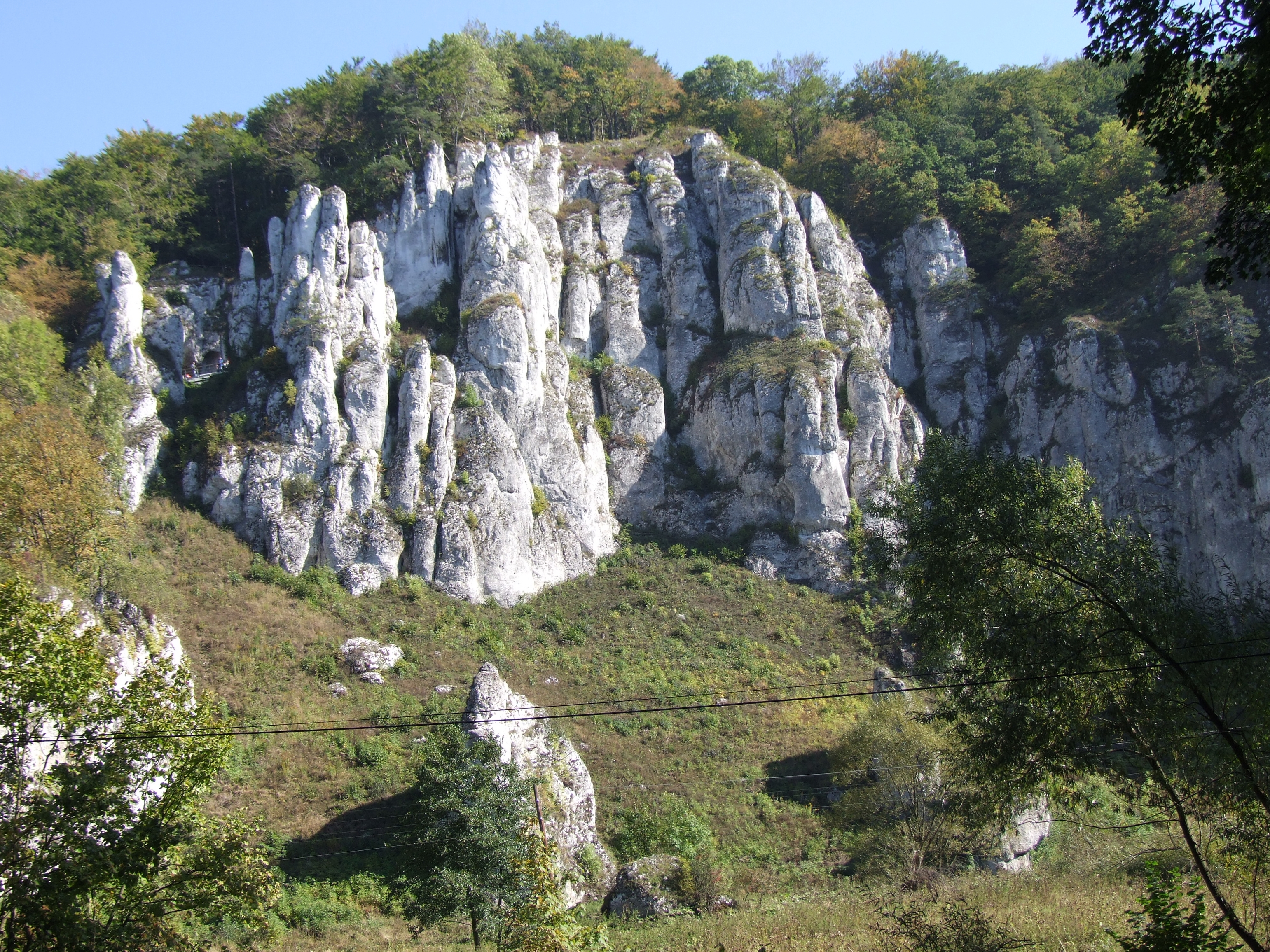
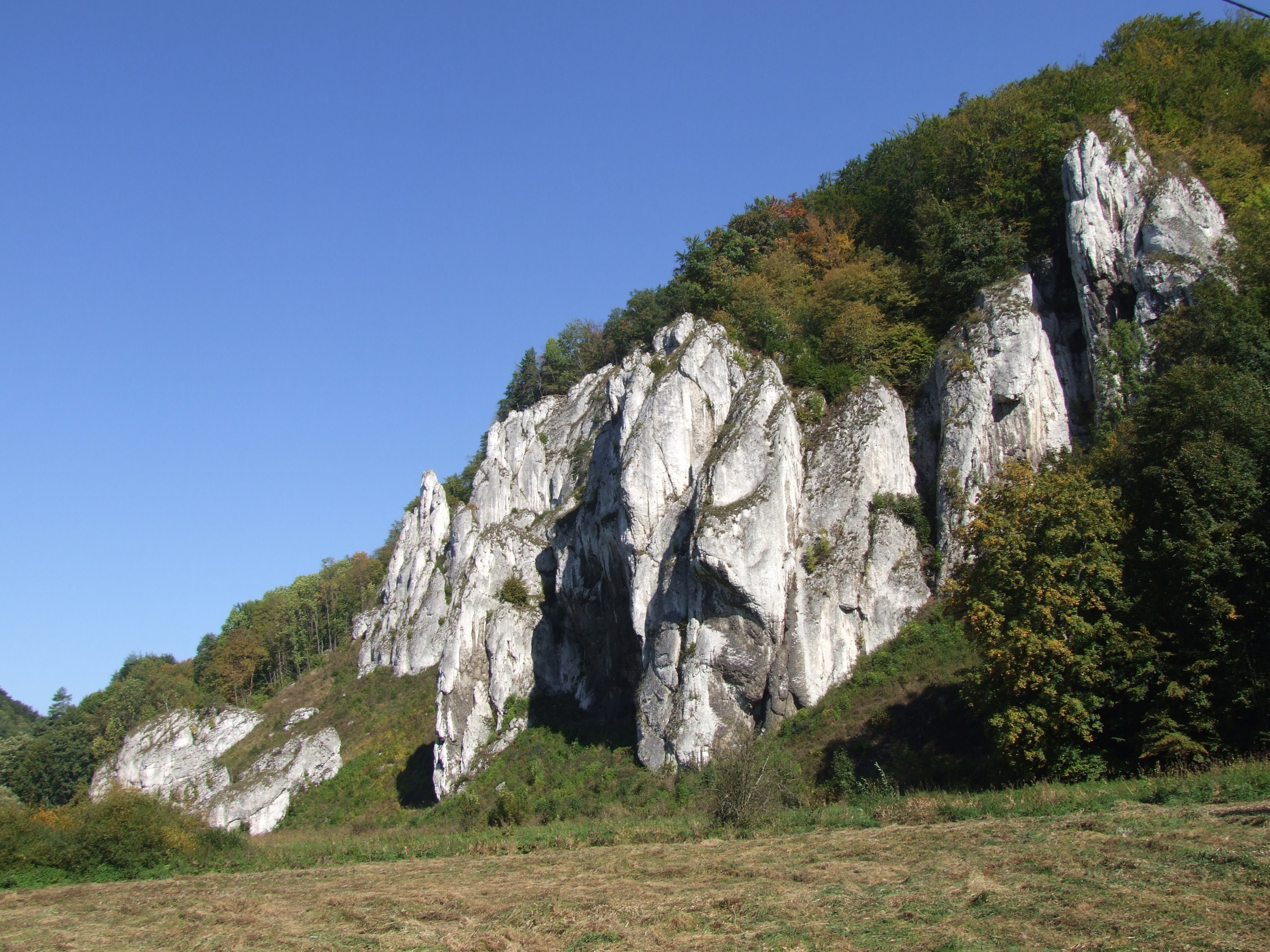
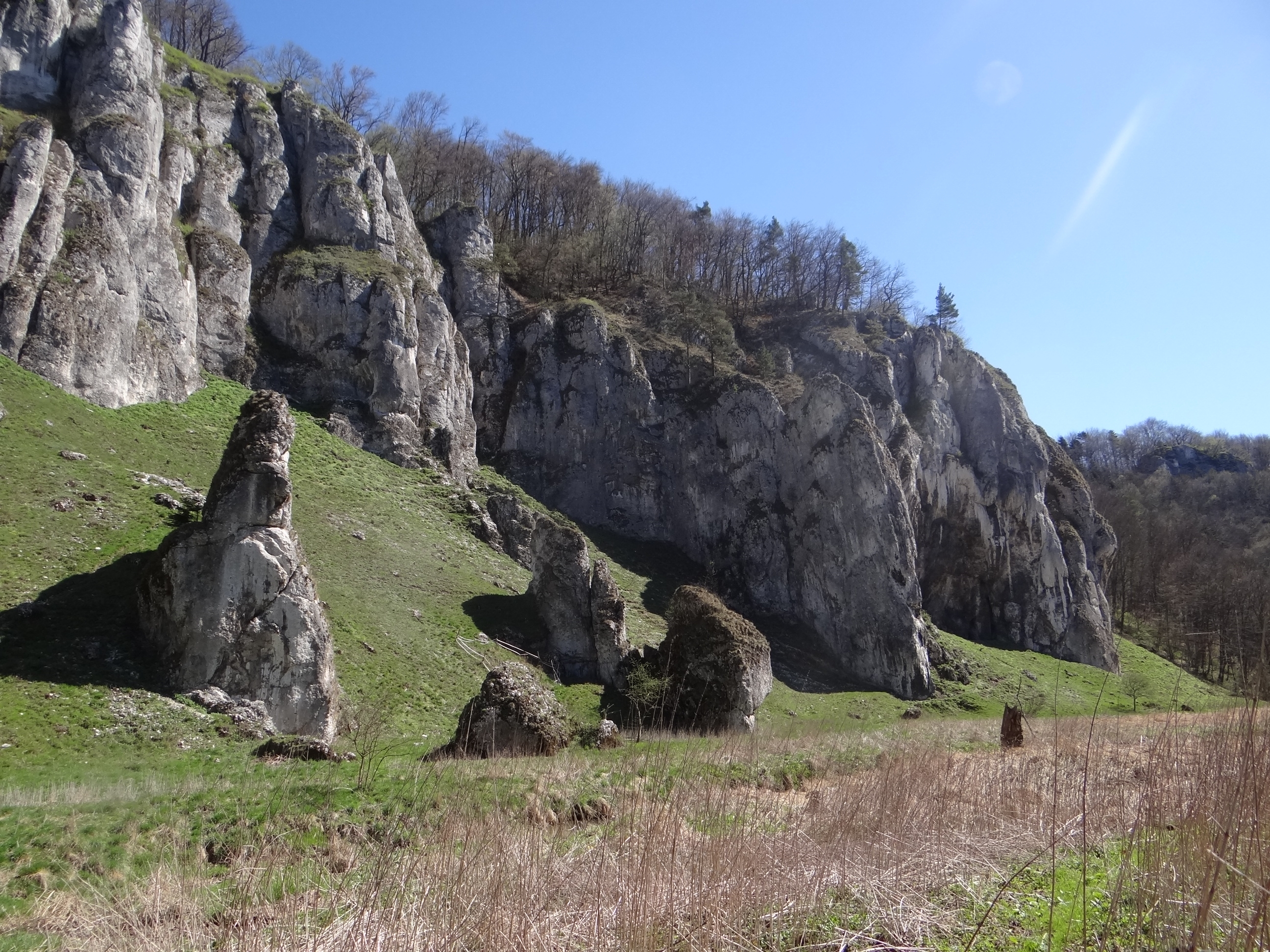
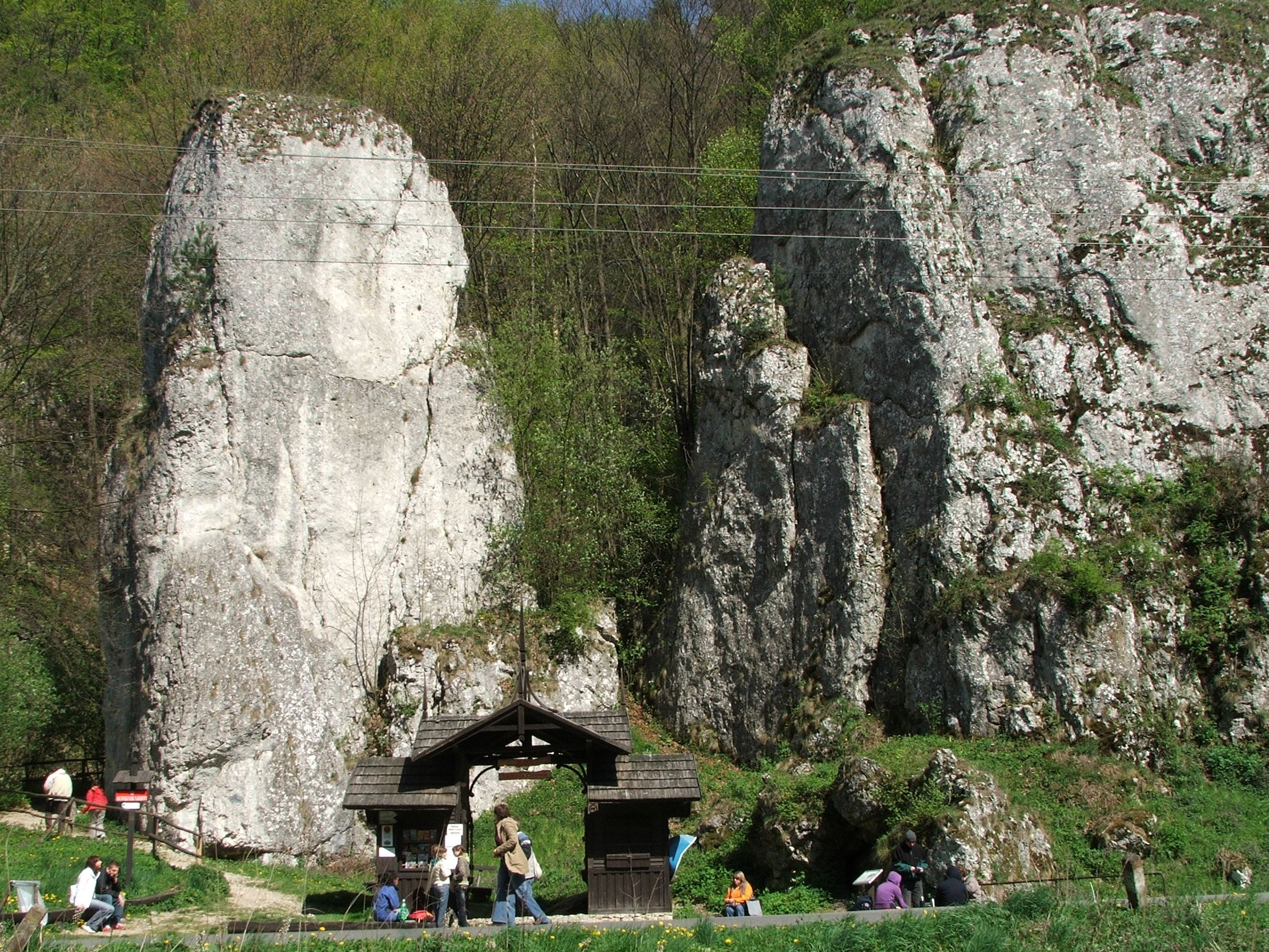

## Szlak turystyki pieszej
Doliną Prądnika, naprzeciwko Bramy Krakowskiej, wejście obok skały Słupek, przez wąwóz Wawrzonowy Dół, wypłaszczenie Skały Krukowskiego, Jaskinię Ciemną, obok skały Rękawica, przez punkty widokowe na Górze Koronnej, obok Skały Puchacza do dna Doliny Prądnika przy wylocie Wąwozu Smardzowickiego. 